# Hjälmaren
Hjälmaren är Sveriges till ytan fjärde största sjö, 464 km². Den är belägen i Svealand och delas mellan landskapen Västmanland, Södermanland och Närke. De tre landskapen gränsar till varandra på Tjugholmen, strax öster om Vinön. En av Sveriges större städer, Örebro, har strandlinje vid Hjälmaren genom Rynningeviken även om staden saknar bebyggelse vid sjön.

## Allmänt
Hjälmaren är en grund, näringsrik slättsjö. Största djup är 22 meter, och medeldjupet är 6 meter. Sjön avvattnas genom Eskilstunaån till Mälaren. Genom Hjälmare kanal finns båtförbindelse med Mälaren. Den största ön i Hjälmaren är Vinön som har en viss året runt-boende befolkning med färjeförbindelse till Hampetorp, en av få byar vid Hjälmarens strand. Den enda orten med fler än tusen invånare vid Hjälmarens omedelbara strand är Ekeby-Almby några kilometer öster om Örebro. De största tillflödena är Svartån och Kvismare kanal, båda från väster. 
Den största orten kring sjön är Örebro i väster. Bebyggelsen i staden sträcker sig ungefär till en kilometer från strandlinjen där våtmark tar vid. Stadens centrum är belägen längs Svartån, några kilometer uppströms från sjön. Till skillnad mot de tre största sjöarna i Sverige är inte Hjälmaren statligt vatten utan kommunalt vatten. Södermanlands län, Västmanlands län och Örebro län administrerar sjöns område. Arboga, Eskilstuna, Katrineholm och Vingåker är övriga kommuner som har strandlinje. Samtliga kommunsäten befinner sig på avstånd från Hjälmaren och ingen annan kommun än Örebro har någon tätort vid strandlinjen.

### Etymologi
Namnet Hjälmaren är avlett av ett fornsvenskt *iælmber, vilket på isländska motsvaras av jalmr, som betyder ”buller”, ”stoj”, och på norrländsk dialekt av jalm, som betyder ”skrik”, ”olåt”. Namnet är likbetydande med till exempel sjönamnen Bjälmen, Galmaren. Det betyder alltså ”den vinande sjön”, ”stormsjön”. År 1175 nämns ialmans (genitiv), 1502 Jælmaren.

### Områden
Hjälmaren är uppdelad i 5 områden:
- Hemfjärden i väster. Den sträcker sig från Örebro till Essön. Hemfjärden är mycket grund.
- Mellanfjärden mellan Essön och Björkön.
- Storhjälmaren mellan Björkön och Hjälmaresund.
- Södra Hjälmaren avgränsas från Storhjälmaren genom ett band med öar kring Vinön och halvön Bergaön i öster.
- Östra Hjälmaren. Området öster om Hjälmaresund.

## Hjälmarens vattenstånd
Hjälmarens medelvattenstånd är 21,82 m ö.h. Enligt en vattendom från 1988 är sjön reglerad till 21,62–22,10 m ö.h.. Jordabalken (SFS1970:994) anger sjöns höjd till 2,77 meter över södra slusströskeln vid Notholmen. Högsta respektive lägsta uppmätta vattenstånd under åren 1922−2000 var 22,48 m ö.h. och 21,15 m ö.h.

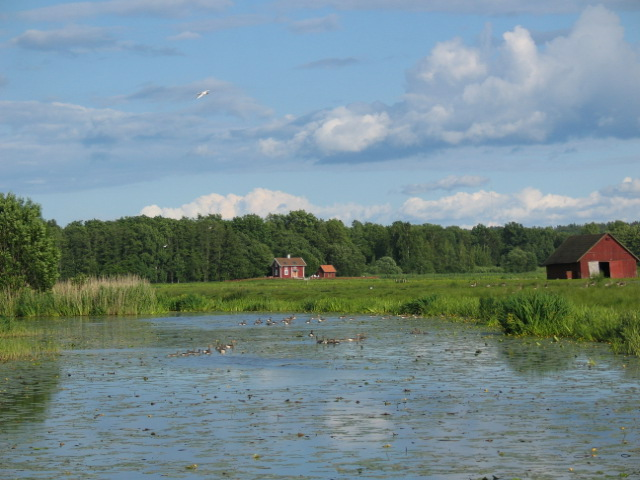
Oset och Rynningeviken är ett naturreservat i Örebro vid Hjälmaren

## Hjälmarsänkningen 1878–1887
Huvudartikel: Hjälmarsänkningen 1878-1887
Under åren 1878–1887 sänktes Hjälmarens vattenyta genom en sjösänkning. Anledningen till denna var att frigöra ytterligare odlingsmark. Dessutom var avsikten att minska risken för översvämningar, genom att kunna reglera sjöns vattenstånd på ett bättre sätt.
Det förekommer varierande uppgifter om hur mycket Hjälmarens yta sänktes. Waldén uppger att medelvattenståndet sänktes med 130 centimeter. Därvid frilades cirka 15 000 hektar åker och äng, samt cirka 3 500 hektar övrig mark. Den frilagda marken var dock inte alltid förstklassig odlingsjord.

## Djurliv
I Hjälmarens västra del finns ett naturreservat, Oset, där bl.a. ett flertal ödlor och groddjur återfinns. Tidvis finns även större bestånd av fåglar i våtmarkerna i och kring naturreservatet. Hjälmaren bjuder även på kräftor och fiskar såsom abborre, gös och gädda. Den hotade fiskarten asp finns i sjön.

## Kanaler i anslutning till Hjälmaren
- Hjälmare kanal
- Örebro kanal
- Karl IX:s kanal
- Svea kanal
- Järle kanal
- Kvismare kanal

## Övriga vattendrag
- Eskilstunaån
- Svartån, Närke
- Lillån
- Täljeån